# Боробанешти (Арђеш)
Боробанешти (рум. Borobănești) насеље је у Румунији у округу Арђеш у општини Ваља Данулуј. Oпштина се налази на надморској висини од 567 m.

## Становништво
Према подацима из 2002. године у насељу је живело 309 становника, од којих су сви румунске националности.